# 洪鐵濤
洪鐵濤（1892年—1947年），名坤益，別號舲笛、君憶、洪荒、刀水、黑潮、花禪盦、野狐禪室主、剃刀先生等，台灣日治時期作家，南社及春鶯詩社成員。台南府城人，出生於潮州汕頭，父親是台南士紳、實業家。曾與趙雲石、王開運等人共同創辦《三六九小報》，負責撰寫〈花叢小記〉、〈開心文苑〉等專欄。與李逸濤、王少濤及施雪濤等人並稱「四濤」。

## 生平
洪鐵濤出於臺南市中西區草花街（今台南市民權路二段附近）  ，祖先於廣東潮州來臺，父親洪采惠，是臺南士紳、實業家 。曾擔任臺南州臺南市協議會員，獲頒臺灣總督府勳章。經營輕軌鐵道、藥房、戲院（臺南大舞台）以及煙酒仲賣，資產頗富。
洪鐵濤自幼學習漢文，十二歲進入臺南第一公學校，又跟臺南文士胡南溟學習漢詩，1913年與謝寬鏡結婚。1939年在臺南西門町開設「南國咖啡店」，同年應日本軍方之召，到廣東汕頭擔任翻譯。 戰後，1946年擔任臺南市政府總務科科員，以及臺灣省糧食局高雄事務所督徵員等職務。 1947年二二八事件後，遭誣陷入獄，出獄後不久抑鬱成疾過世。 

## 文學活動
洪鐵濤參與多個詩社，積極投入詩社活動，1912年加入「采詩會」，後來又參加「南社」，1915年與南社的少壯派成員王芷香、陳逢源、趙雅福等人另組成「春鶯吟社」。1921年與高懷清、陳逢源、趙雅福、楊宜綠同任南社幹事。1923年擔任「桐侶吟社」的顧問和副社長。1929年創「漢詩函授研究會」，並籌設《孔雀月刊》，但未見月刊發行成果。1930年9月9日，與臺南文士趙鐘麒、趙雅福父子、王開運、蔡培楚等人創設《三六九小報》，擔任主筆之一。1937年與吳子宏、李步雲等人於臺南市組織「聽濤吟社」。

## 作品
洪鐵濤擅長擊缽，多次在詩會中奪冠，社友陳逢源稱讚他的詩作「通讀古今詩詞，善於鎔化運用，尤長詠物，下筆成章，莫不敲金戛玉……每有吟詠，麗句層出，美不勝收，引為龜鑑。」 嘉義詩人朱芾亭有七律一首提到洪鐵濤文學成就，前二句為「杜詩顏字探驪才，所向堅城萬敵催」，朱芾亭說：洪鐵濤詩作蒼勁如少陵（杜甫），書法宗顏真卿，如同何紹基親筆一般。讚美洪鐵濤詩歌與書法上的成就。但是實際而論，洪鐵濤詩作缺少杜詩對社會國家的關懷批評。洪鐵濤詩作都散見於日治時期的報紙與期刊，收錄於《全臺詩》第55冊（2018）。
洪鐵濤並曾書寫文言和白話書雜文，他的文章收錄在《洪鐵濤文集》（2017）。此外，洪鐵濤也曾以「野狐禪室主」為筆名，書寫類似《聊齋誌異》的妖鬼精怪的短篇小說，小說收錄在《洪鐵濤小說集》（2018），其中〈西瓜鬼〉、〈鬼妻〉、〈先生食潘〉於2021年由台北「鄰人製作」改編為台語戲偶的戲劇。洪鐵濤也曾模仿《西遊記》寫作〈新西遊記補〉，是以1930年代的臺灣現代化生活為背景，開展孫行者在摩登臺灣的冒險故事。洪鐵濤的小說和散文，含有大量的歇後語與俗語，對話多使用台語，是充滿臺灣味的故事。 